# قاي لاروش

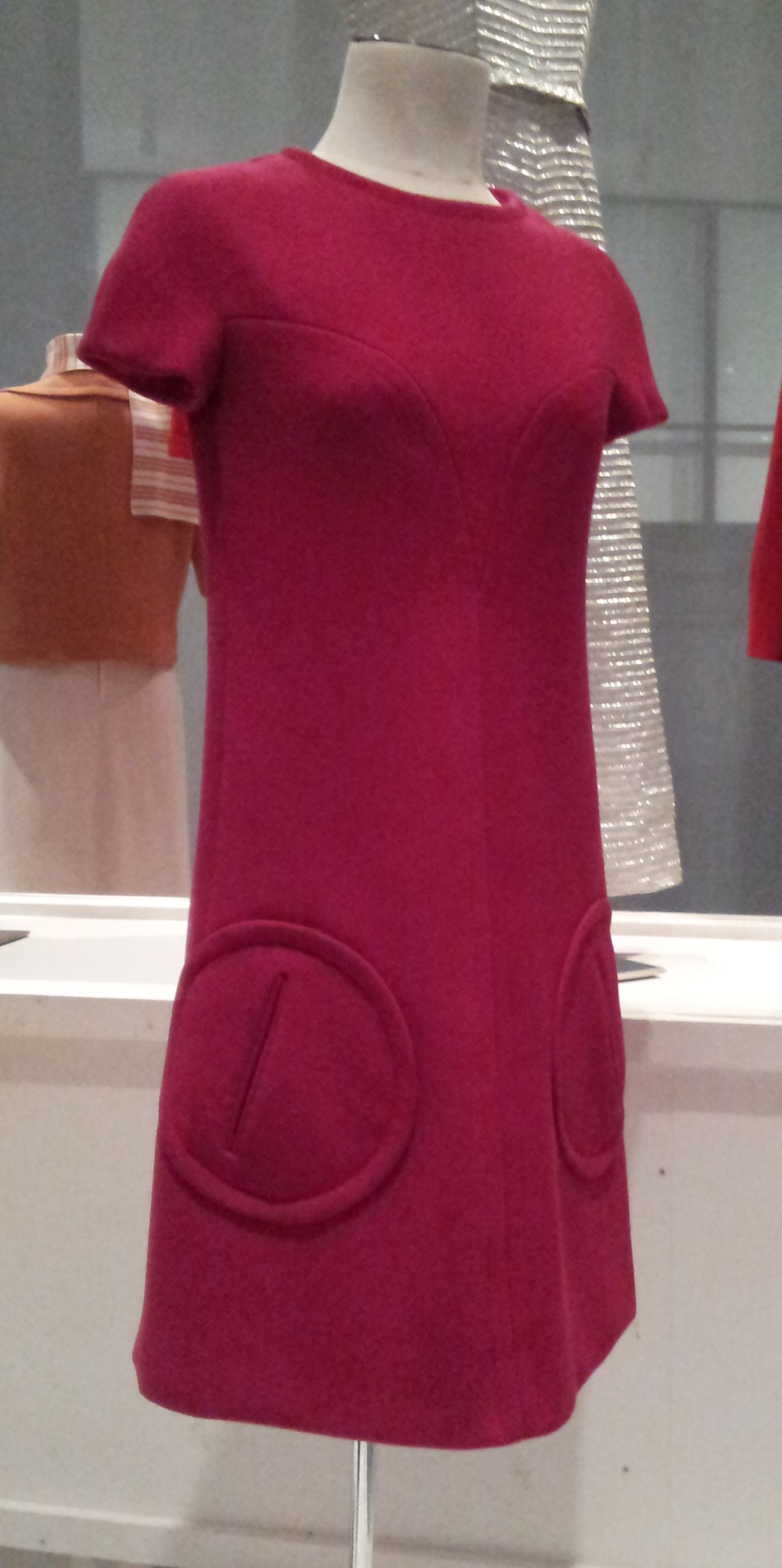
Guy Laroche cyclamen pink wool minidress, 1968

غاي لاروش (Guy Laroche) (
تنطق بالفرنسية: [ɡi laʁɔʃ]
) (16 يوليو 1921 - 17 فبراير 1989) كان كان مصمم أزياء فرنسي ومؤسس الشركة.
ولد لاروش في لا روشيل، وبدأ حياته المهنية في صناعة القبعات . منذ عام 1949، عمل لاروش مع جان ديسيس، وأصبح مساعده في النهاية. في عام 1955، زار الولايات المتحدة للتحقيق في طرق تصنيع الملابس الجاهزة الجديدة. في عام 1956 أو 1957، أسس مشغل للأزياء الراقية في 37 شارع فرانكلين روزفلت، باريس.
مجموعته الأولى لقيت استحسانًا، أعاد تقديم ألوان نابضة بالحياة مثل الوردي والبرتقالي والمرجاني والتوباز والفيروز. كما تميزت ملابسه برقبة وخطوط ظهر متدلية. ظلت تركيبات الألوان التقليدية الأنيقة عنصرًا أساسيًا في تصميماته أيضًا.